# Liga Panameña de Fútbol
La Liga Panameña de Fútbol es una asociación deportiva independiente a la Federación Panameña de Fútbol, integrada por los clubes que participan en las categorías profesionales de la liga panameña de fútbol, esto es, la Primera División (LPF), la Segunda División (Liga Prom) y la Liga de Fútbol Femenino (LFF). Fue creada en diciembre de 2020, tiene personalidad jurídica propia y goza de autonomía para su funcionamiento, aprobada por el Instituto Panameño de Deportes (Pandeportes).
Su principal función, además de defender los intereses de sus asociados, es la organización de los Campeonatos Nacionales de Liga en la categoría profesional (Primera y Segunda División) y la Liga Femenina (LFF). 
Su sede central está ubicada en la Ciudad de Panamá (Panamá), aunque en sus dos primeros años permanece laborando dentro de las instalaciones de la Federación Panameña de Fútbol.
Entre los principales cometidos de la Liga Panameña están la organización de las competiciones de fútbol profesional, el control económico, la venta centralizada de los derechos audiovisuales y una estrategia de internacionalización y liderazgo tecnológico.

## Equipos de la Liga Panameña de Fútbol
| Primera División LPF | Segunda División Liga Prom | Primera División Femenina LFF |
| --- | --- | --- |
| - Alianza FC - Club Atlético Independiente - CD Árabe Unido - CD Plaza Amador - CD Universitario - Herrera FC - San Francisco FC - SD Atlético Nacional - Sporting San Miguelito - Tauro FC - Umecit FC - Veraguas United FC | - Academy Champions FC - Águilas de la U. - Alianza FC II - Chorrillo FC - Club Atlético Independiente II - CD Árabe Unido II - CD Bocas FC - Club Deportivo del Este - CD Plaza Amador II - Club Universidad Latina - Herrera FC "B" - La Familia FC - Mario Méndez FC - Panama City FC - San Francisco FC II - San Martín FC - SD Atlético Nacional II - SD Costa del Este - Sporting San Miguelito II - Tauro FC II - Udelas FC - Umecit FC II - Unión Coclé FC - Veraguas United FC II | - Alianza FC - Atlético Chiriquí - CIEX Sports Academy - Club Atlético Independiente - CD Árabe Unido - CD Plaza Amador - CD Universitario - Club Deportivo del Este - Élite FC - Herrera FC - Mario Méndez FC - SD Atlético Nacional - SD Panamá Oeste - Sporting San Miguelito - Tauro FC - Veraguas United FC |

## Antecedentes
Los primeros antecedentes de la actual liga se remontan al primer tercio del siglo XX cuando se disputaban los Campeonatos de Anaprof y el posterior Campeonato Nacional de Fútbol de la Liga Panameña de Fútbol (LPF), organizados por la Federación Panameña de Fútbol hasta 2020.

### Comité Ejecutivo
La primera directiva se formó por los siguientes directivos de clubes profesionales, con los siguientes cargos:
- Mario Corro, presidente y comisionado. (Expresidente y directivo del Sporting San Miguelito).
- Jesús Moreno (Club Deportivo del Este), vicepresidente.
- Alex Armijo (Club Deportivo Universitario), secretario.
- Marie Schossow (San Martín FC), tesorera.
- Juan Carlos Paniza (FEDEBEIS), subtesorero.
- Ricardo Escobar (Club Atlético Independiente), fiscal.
- Daniel Brawerman (FEPAFUT), vocal.
- Jorge Ricardo Martínez, jefe de prensa LPF/Prom.
- María Moreno, jefa de prensa LFF.

#### Actual junta directiva 2022-2024
- Presidente: Rogelio Orillac
- Vicepresidente: Jesús Moreno
- Secretario: Alex Armijo
- Tesorero: Eric Calderón
- Sub Tesorero: José Hidrogo
- Fiscal: Mario Corro
- Vocal: Giorgio Famiglietti
- Comisionado: Giorgio Famiglietti

### Presidentes
| Presidente      | Período   |
| --------------- | --------- |
| Mario Corro     | 2021-2022 |
| Rogelio Orillac | 2022-2025 |
| Jesús Moreno    | 2025-2026 |

### Comisionados
| Presidente          | Período   |
| ------------------- | --------- |
| Mario Corro         | 2021-2022 |
| Giorgio Famiglietti | 2022-2026 |

### Denominación
En los primeros torneos organizados por este ente, la primera división pasó a ser conocida como Liga LPF, después de ser conocida como Liga Panameña de Fútbol cuyo nombre ahora se le da al ente regulador de las mismas.

## Apoyo al deporte y difusión

### Liga Panameña de Fútbol TV
El 17 de noviembre de 2017 se lanzó el canal de Youtube, bajo el nombre de LPF TV. Posteriormente en 2021 con la creación de este ente independiente cambio su nombre a Liga Panameña de Fútbol TV, ofrece una variedad de competiciones deportivas futbolísticas panameñas en directo, de los partidos con menor cobertura mediática. Mediante esta plataforma se emiten las competiciones mediante emisión en continuo o streaming, de tal manera que cualquier persona puede acceder a ellas. Se puede acceder a los partidos de la Liga LPF Tigo correspondientes a la Primera División, la Liga Prom correspondiente a la Segunda División, y a la Liga Femenina de Fútbol (salvo partidos televisados).